# Barbara Wright
Barbara Wright – postać fikcyjna związana z brytyjskim serialem science-fiction pt. Doktor Who, w którą wcieliła się Jacqueline Hill.
Barbara była towarzyszką pierwszego Doktora. Postać ta pojawiała się w serialu w latach 1963–1965. Wystąpiła łącznie w 74 odcinkach, składających się na 16 historii.

## Historia postaci

### Serial
Po raz pierwszy Barbara występuje w pierwszej historii serialu pt. An Unearthly Child. Barbara jest nauczycielką historii w Coal Hill School w Londynie. Jedną z jej uczennic jest Susan Foreman, u której ona oraz nauczyciel chemii, Ian Chesterton wykrywają zaawansowaną wiedzę oraz bardzo nietypowe poglądy. Próbując dowiedzieć się czegoś więcej o Susan, Ian i Barbara śledzą ją. Dwoje nauczycieli trafiają w końcu do miejsca, gdzie Susan wchodzi do budki policyjnej. Barbara i Ian w końcu odkrywają, że dana budka policyjna jest wehikułem czasu o nazwie TARDIS, a dziadek Susan, przedstawiający się jako Doktor wraz z nią nie są z tej planety, a ze swojej własnej zostali wygnani. Doktor bojąc się, że dwójka nauczycieli rozpowie jego tajemnice, porywa ich.
Początkowo Doktor jest źle nastawiony do nowych towarzyszy. W historii The Edge of Destruction dochodzi do konfliktu w którym Doktor zarzuca Barbarze próbę sabotażu TARDIS-a. Dopiero gdy Doktor zauważa, jak bardzo zranił Barbarę, zaczyna ją przepraszać. Od tego momentu Doktor zaczyna szanować i być czuły dla dwójki nauczycieli.
Podczas podróży z Doktorem i jego towarzyszami, Barbara odwiedziła m.in. Chiny w 1289, Francję za czasów Rewolucji francuskiej czy planetę o nazwie Xeros.
Gdy Barbara i Ian zauważają pozostałości maszyn Daleków, które pozwoliłyby się cofnąć do lat 60. XX w., postanawiają odejść. Wtedy była to dla nich jedyna szansa powrotu do swoich czasów (pierwszy Doktor nie umiał operować TARDIS-em). Po czułym pożegnaniu odchodzą, a Doktor za pomocą innych urządzeń sprawdza, czy wrócili bezpiecznie do swoich czasów.
W odcinku Śmierć Doktora (Przygody Sary Jane), Sara Jane mówi, że znalazła informacje o tym, że Barbara wzięła ślub z Ianem, została profesorem, zamieszkała w Cambridge oraz nie starzeje się od lat 60.

### Inne media
Postać Barbary pojawiła się w filmie Dr Who wśród Daleków (1965) i jest grana przez Jennie Linden. Wówczas zostaje ona przedstawiona jako starsza wnuczka dr. Who, siostra Susan i dziewczyna Iana. W kontynuacji tego filmu, Najazd Daleków na Ziemię (1966) nie ma Barbary, natomiast podobne cechy nosi nowa postać, Louise, przedstawiona w filmie jako siostrzenica dr. Who. W tym filmie nie jest przedstawione co się stało z Barbarą.

## Występy

### Telewizyjne
| Historia                             | Data premiery        | Data premiery     | Źródło            |
| Historia                             | Pierwszy odcinek     | Ostatni odcinek   | Źródło            |
| Sezon 1 (1963–64)                    | Sezon 1 (1963–64)    | Sezon 1 (1963–64) | Sezon 1 (1963–64) |
| ------------------------------------ | -------------------- | ----------------- | ----------------- |
| An Unearthly Child                   | 23 listopada 1963    | 14 grudnia 1963   | [ 11 ] [ 3 ]      |
| The Daleks                           | 21 grudnia 1963      | 1 lutego 1964     | [ 12 ] [ 13 ]     |
| The Edge of Destruction              | 8 lutego 1964        | 15 lutego 1964    | [ 14 ] [ 4 ]      |
| Marco Polo                           | 22 lutego 1964       | 4 kwietnia 1964   | [ 15 ] [ 5 ]      |
| The Keys of Marinus                  | 11 kwietnia 1964     | 16 maja 1964      | [ 16 ] [ 17 ]     |
| The Aztecs                           | 23 maja 1964         | 13 czerwca 1964   | [ 18 ] [ 19 ]     |
| The Sensorites (bez odcinka 3. i 4.) | 20 czerwca 1964      | 1 sierpnia 1964   | [ 20 ] [ 21 ]     |
| The Reign of Terror                  | 8 sierpnia 1964      | 12 września 1964  | [ 22 ] [ 6 ]      |
| Sezon 2 (1964-65)                    |                      |                   |                   |
| Planet of Giants                     | 31 października 1964 | 14 listopada 1964 | [ 23 ] [ 24 ]     |
| The Dalek Invasion of Earth          | 21 listopada 1964    | 26 grudnia 1964   | [ 25 ] [ 26 ]     |
| The Rescue                           | 2 stycznia 1965      | 9 stycznia 1965   | [ 27 ] [ 28 ]     |
| The Romans                           | 16 stycznia 1965     | 6 lutego 1965     | [ 29 ] [ 30 ]     |
| The Web Planet (bez odcinka 3.)      | 13 lutego 1965       | 20 marca 1965     | [ 31 ] [ 32 ]     |
| The Crusade                          | 27 marca 1965        | 17 kwietnia 1965  | [ 33 ] [ 34 ]     |
| The Space Museum                     | 24 kwietnia 1965     | 15 maja 1965      | [ 35 ] [ 7 ]      |
| The Chase                            | 22 maja 1965         | 26 czerwca 1965   | [ 36 ] [ 8 ]      |

## Odbiór
Mark Braxton z Radio Times przy okazji recenzji historii Meglos (1980), w którym pojawiła się Jacqueline Hill, wspomniał o postaci Barbary Wright, że „zawsze będzie jednym z wielkich towarzyszy”. Braxton wspomniał również o występie Hill w historii The Aztecks, gdzie ocenił postać Barbary i jej ówczesną przygodę, w której udawała boginię Yataxę jako „wspaniały, wyniosły przełom”. Gavin Fuller z The Daily Telegraph ocenił Barbarę Wright jako szóstą najlepszą towarzyszkę Doktora. Paul Jones z Radio Times przy zestawieniu wszystkich towarzyszy Doktora, usytuował Barbarę na 26. miejscu.